# Informationsstruktur
Die Informationsstruktur bestimmt in der Linguistik, wie der Sprecher Informationen innerhalb eines Satzes anordnet, sodass der Zuhörer den Satz im gegebenen Kontext möglichst gut versteht. Dabei spielen viele sprachliche Ebenen, insbesondere Prosodie, Syntax und Pragmatik, aber auch die kognitive Verarbeitung von Sprache eine wichtige Rolle.

## Eigenschaften
Informationsstruktur ist ein sprachübergreifendes Phänomen und tritt in jeder natürlichen Sprache der Welt auf. Jede Sprache weist jedoch eine eigene Informationsstruktur auf, was bedeutet, dass die Strukturierung der Informationen innerhalb eines Satzes von Sprache zu Sprache variiert. Für die Strukturierung der Informationen ist unter anderem die Unterscheidung zwischen alten und neuen Informationen in einer Äußerung wichtig. Ebenfalls wird differenziert zwischen dem Objekt, über das mit einem Satzteil eine Aussage getroffen wird, und dem Satzteil, der beschreibt, was über das Objekt ausgesagt wird. In der sprachlichen Kommunikation macht der Sprecher automatisch Gebrauch von der Informationsstruktur.
In der wissenschaftlichen Literatur findet man unterschiedliche komplementäre Begriffspaare, die für die Untersuchung der Informationsstruktur genannt werden. Viele Merkmale dieser Paare überschneiden sich teilweise, können jedoch nicht synonym verwendet werden, da sie sich je nach Forschungstradition in ihrer Definition leicht unterscheiden.

## Geschichtlicher Hintergrund
Georg von der Gabelentz (1869) war der erste Sprachwissenschaftler, der sich mit dem linguistischen Phänomen der Strukturierung von Informationen befasste.  Er verwendete dazu die Unterscheidung zwischen dem psychologischen Subjekt und dem psychologischen Prädikat. Der Begründer der Prager Schule, Vilém Mathesius, ersetzte diese Bezeichnungen durch die Begriffe Thema und Rhema. Mit Thema benennt er den Satzteil, über den eine Aussage getroffen wird, mit Rhema den Satzteil, der die Information über das Thema beinhaltet. Sein Mitstreiter Jan Firbas verwendete die komplementären Paare Topik und Fokus, um in etwa den gleichen Sachverhalt auszudrücken.
1967/68 verwendete Michael Halliday zum ersten Mal den Begriff "Informationsstruktur" und unterschied zwischen „neuen“ (new) und „gegebenen“ (given) Informationen innerhalb eines Satzes. Wallace Chafe bezeichnete 1976 das Phänomen Informationsstruktur als Information Packaging. Er verdeutlichte damit, dass die Informationen innerhalb eines Satzes auf eine bestimmte Art und Weise „verpackt“ werden. Als Grund dafür nannte er die Funktionsweise der Kommunikation. In einer Situation der natürlichen Kommunikation „verpackt“ der Sprecher die Satzelemente automatisch derart, dass sie vom Hörer in der gegebenen Situation am leichtesten verarbeitet wird. Manfred Krifka griff 2008 den zuletzt genannten Ansatz auf und unterschied für eine genauere Erklärung dieses Phänomens zwischen Fokus und Hintergrund, Topik und Kommentar und New und Given.

## Definitionen

### Fokus – Hintergrund
Krifka zufolge ist Fokus der Satzteil, der besonderer Aufmerksamkeit unterliegt. Er wird besonders hervorgehoben, da er in einem bestimmten Kontext die Auswahl aus mehreren Alternativen darstellt. Die Hervorhebung dieser Konstituente wird durch prosodische Akzentuierung, durch die Wortabfolge oder durch Spaltsätze, sogenannte Clefts, vorgenommen. Der Rest des Satzes wird als Hintergrund oder auch background bezeichnet und implizit vorausgesetzt. Somit ist der Hintergrund eine Präsupposition. Diese Unterscheidung wird besonders in Frage-Antwort-Situationen deutlich, wie das Beispiel (1) zeigt:
(1)
- A: „Wo fährt Peter morgen hin?“
- B: „Peter fährt morgen nach BERLIN.“

In der Frage A in Beispiel (1) wird eine bestimmte Situation festgelegt und eine Auswahl an Antwortmöglichkeiten wird gegeben. Beispiele für alternative Antworten sind „München“, „Hamburg“, „Köln“ usw. Somit stellt in Antwort B in Beispiel (1) „BERLIN“ den Fokus dar. Deswegen wird „BERLIN“ durch eine prosodische Akzentuierung betont. Die Betonung könnte auch durch eine besondere Wortabfolge zustande kommen, wie in Beispiel (2):
(2)
- A: „Wo fährt Peter morgen hin?“
- B: „Nach BERLIN fährt er morgen.“

Die Aussage „Nach Berlin fährt er morgen.“ würde man in einem neutralen Kontext, demnach ohne die zuvor gestellte Frage, nicht erwarten. Die Äußerung ist so nur möglich, da sie in dem von der Frage festgelegten Kontext geäußert wird. Die Präsupposition in Beispiel (1) und (2) ist die Tatsache, dass Peter irgendwo hinfährt.

### Topik – Kommentar
Mit Topik wird der Satzteil bezeichnet, über den informiert wird. Die Konstituente, die über das Topik informiert, bezeichnet man als Kommentar.
(3)
- „Der Junge holt den Ball.“

So entspricht in Beispiel (3) „der Junge“ dem Topik und „holt den Ball“ dem Kommentar. Krifka zufolge ist die Unterscheidung zwischen diesen beiden Paaren für den Gedächtnisspeicher von großer Bedeutung, da dieser verlangt, dass etwas über etwas anderes ausgesagt wird.

#### Kontrastives Topik
In einer Situation der natürlichen Kommunikation kommt es vor, dass eine Frage nicht vollständig oder nur implizit bzw. gar nicht beantwortet wird, obwohl neue Informationen mit der Antwort eingeführt werden. Eine Antwort kann demnach nur einen Teil der Frage beantworten, wie Beispiel (4) zeigt, oder eine neue (nicht erfragte) Information einführen (siehe Beispiel (5)) und somit die Frage implizit bzw. gar nicht beantworten. Dadurch überschneiden sich Fokus und Topik. Der Satzteil, der die nicht vollständige oder neue (nicht erfragte) Information beiträgt, wird kontrastives Topik genannt. Dieser wird durch eine Akzentuierung hervorgehoben.
(4)
- A: „Was haben die Kinder heute zu Mittag gegessen?“
- B: „LEO hat Spinat mit Kartoffeln gegessen.“

Die Antwort ist nicht vollständig, da sie nur Aufschluss über Leo gibt, jedoch nicht über die anderen Kinder. Leo wird hier mit einer Akzentuierung betont und ist kontrastives Topik.
(5)
- A: „Was hat Kathy zu der ganzen Sache beigetragen?“
- B: „TOM hat die ganze Zeit geschuftet.“

Die Antwort trägt eine nicht erfragte Information bei, da sie Aufschluss über Toms Verhalten, jedoch nur implizit, bzw. gar nicht über Kathys Verhalten gibt. Tom wird akzentuiert und ist kontrastives Topik.

#### Rahmensetzung
Ähnlich wie im Falle eines kontrastiven Topiks können Fragen durch eine Rahmensetzung (Frame setting) unvollständig beantwortet werden. Sie werden unvollständig beantwortet, weil für die Antwort ein bestimmter Rahmen gesetzt wird und nur für diesen Rahmen die Antwort gilt (siehe Beispiel (6)).
(6)
- A: „Wie geht es Petra?“
- B: „Gesundheitlich geht es Petra gut.“[9]

Durch das Adverb gesundheitlich wird ein Rahmen gesetzt, sodass sich die Antwort nur auf Petras Gesundheitszustand beziehen kann.

### Given – New
Mit New wird der Satzteil bezeichnet, der im Kontext bisher nicht erwähnt wurde, der demnach eine neue Information beinhaltet. Mit Given wird der kontextsaliente Satzteil bezeichnet. Es gibt die Tendenz, dass in den meisten Sprachen zuerst die bereits gegebenen (given) und somit bekannten Satzteile genannt werden und anschließend die neuen (new). Die Gründe dafür liegen in der kognitiven Verarbeitung von Sprache.